# Distinction (honorifique)
Pour les articles homonymes, voir Distinction.
 (avril 2023).

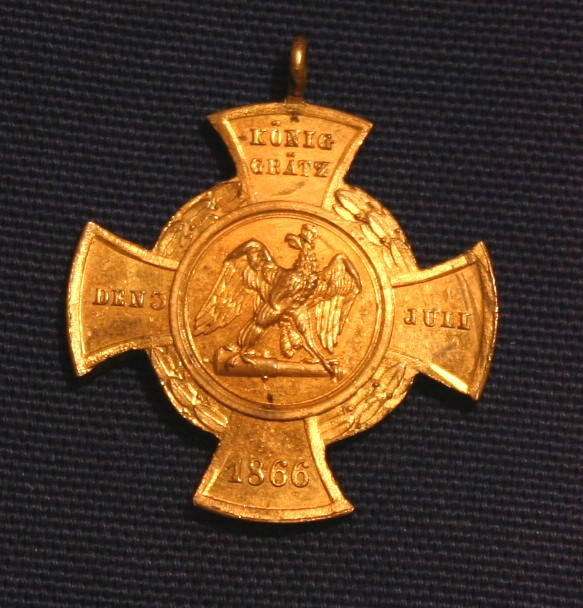
Médaille commémorative de la bataille de Sadowa (ou de Königgrätz, 3 juillet 1866).

Une distinction est remise à une personne, un groupe de personnes ou un organisme en reconnaissance d'un certain degré d'excellence dans un domaine spécifique.

## Présentation
Les distinctions sont représentées par des objets honorifiques, matériels ou non :
- distinctions matérielles : trophée, récompense, diplôme, médaille, plaque commémorative, badge, ruban...
- distinctions non matérielles : titre de noblesse, nomination au sein d'un ordre honorifique, reconnaissance publique, citation...

Certaines distinctions sont accompagnées d'une récompense financière, comme le prix Nobel pour une contribution à l'amélioration de la société, ou le prix Pulitzer pour une réussite littéraire.
Une personne ayant reçu une distinction est appelée selon le cas « lauréat » ou « récipiendaire ». Certains lauréats ayant reçu des prix prestigieux, comme un prix Nobel ou un Oscar du cinéma, ou ayant remporté un championnat sportif, gagnent une reconnaissance et une renommée plus ou moins universelle associée à leur nom. Cependant, alors qu'une distinction peut être remise à n'importe quelle personne (ou organisme) au monde dans n'importe quel domaine, le prestige que celle-ci en retire dépend essentiellement du statut de la personne ou de l'organisme qui la lui décerne. La renommée du lauréat ne sera pas la même selon qu'il reçoit le titre de meilleur employé du mois, ou la médaille présidentielle de la Liberté remise par le président des États-Unis.
Il existe cependant des exceptions comme certains labels de qualité, où ce ne sont pas des lauréats ou des organismes qui sont récompensés, mais bien des produits. Ces distinctions internationales sont attribuées à des boissons, produits alimentaires, cosmétiques et diététiques, qui se démarquent par leur niveau de qualité.
Chaque pays possède son propre système honorifique répondant à des règles spécifiques et comprenant un système de distinctions civiles et militaires, qui s'assemblent pour former l'ordre de préséance selon lequel certaines personnes sont classées en fonction de leur statut ou titre. En France, il est défini par le Journal officiel de la République française.